# Монсония
Монсония (лат. Monsonia) — род растений семейства Гераниевые (Geraniaceae), распространённый в Африке, на Мадагаскаре и в Западной Азии.
Род назван в честь английского ботаника Энн Монсон.

## Ботаническое описание
Полукустарники или однолетники, стелющиеся, лежачие или прямостоячие. Стебли цилиндрические или слегка сжатые. Листья очерёдные или супротивные, черешковые; с парными прилистниками.
Цветки актиноморфные, собраны по 1—15 в полузонтиковидное цимозное соцветие. Чашелистиков 5, свободные или сросшиеся, черепитчатые. Лепестков 5, свободные, черепитчатые или морщинистые. Тычинок 15, сгруппированы в 5 пучков; нити шиловидные, реснитчатые; пыльники голые. Завязь глубоко 5-лопастная, 5-гнёздная, в гнезде по 2 семязачатка (нижний стерильный); рылец 5. Мерикарпий односемянный. Семена коричневые.

## Виды
Род включает около 40 видов, некоторые из них:
- Monsonia angustifolia E.Mey. ex A.Rich.
- Monsonia attenuata Harv.
- Monsonia biflora DC.
- Monsonia brevirostrata R.Knuth
- Monsonia deserticola Dinter ex R.Knuth
- Monsonia drudeana Schinz
- Monsonia emarginata (L.f.) L'Hér.
- Monsonia galpinii Schltr. ex R.Knuth
- Monsonia glauca R.Knuth
- Monsonia grandifolia R.Knuth
- Monsonia heliotropioides (Cav.) Boiss.
- Monsonia ignea Schinz
- Monsonia ignorata Merxm. & A.Schreib.
- Monsonia lanuginosa R.Knuth
- Monsonia lavrani (Halda) C.C.Walker
- Monsonia longipes R.Knuth
- Monsonia luederitziana Focke & Schinz
- Monsonia natalensis R.Knuth
- Monsonia nivea (Decne.) Webb
- Monsonia parvifolia Schinz
- Monsonia praemorsa E.Mey. ex R.Knuth
- Monsonia senegalensis Guill. & Perr.
- Monsonia speciosa L. typus[1]
- Monsonia transvaalensis R.Knuth
- Monsonia trilobata Kers
- Monsonia umbellata Harv.

Иногда к роду относят виды рода Саркокаулон (Sarcocaulon).